# تايلور ديكر
تايلور ديكر (بالإنجليزية: Taylor Decker)‏ هو لاعب كرة قدم أمريكية أمريكي، ولد في 23 أغسطس 1994 في فانداليا في الولايات المتحدة.

## وصلات خارجية
- تايلور ديكر على موقع مرجع كرة القدم المحترفة.كوم (الإنجليزية)